# ガスプロム
ガスプロム（ロシア語: Газпром、ラテン文字表記の例：Gazprom）は、ロシアの企業。天然ガスの生産・供給において世界最大の企業である。創設は1993年2月17日。半国営の天然ガス独占企業である。ロシア政府が50.23%の株式を保有している。
天然ガスの生産高（採掘量）は5237.9億立方メートルで、これはロシアの88%（残りはITERA社および石油企業の生産）、全世界の23%に相当する。埋蔵量は、17,800立方キロメートルで、これは世界の38%を占めると言われる。
国内総生産並びに鉱工業総生産の約8%（2000年）、ロシアの国家税収の約25%も1993年から2003年の間、毎年平均40億ドル以上を占めていた。ガスプロムは58の子会社(2002年9月現在）と、約30万人の従業員を抱える。パイプライン15万2000キロメートル、地下貯蔵施設22か所（総容量790億立方メートル）を保有し、採掘、生産、供給、販売までを独占している。

## 沿革・開発
ガスプロムの前身は、1989年にソビエト連邦ガス工業省と石油工業省が統合される際、8月8日付けで旧ガス工業省の企業が改組され、成立したガスプロム・コンツェルンである。この一連の作業を主導したのが、ガス工業相であったヴィクトル・チェルノムイルジン（後の首相）である。1991年11月5日のロシア大統領令および、翌1992年2月17日のロシア内閣の決議によって、ガスプロムとなった。
1999年末までのガスプロムグループ内には、ガス輸送・採掘部門のほかに、海外へのガス販売を目的としたガスエクスポルト社と国内ガス販売を目的としたメジレギオンガス社があり、その他、ガスプロム銀行を筆頭に複数の金融機関が存在している。
ガスプロムは、ロシア最大規模の納税企業であり、ロシア連邦政府への影響力は巨大である。ロシア連邦政府とガスプロムの利害が常に一致するとは限らず、事実、1999年12月の下院国家会議選挙において、レム・ヴャヒレフ社長は、エリツィン政権と対立していた「祖国・全ロシア」を支持したと指摘された。
ガスプロムは、分割・解体化される見通しであったが、ユコス問題も絡み、ロシア政府は、ガスプロムも含むエネルギー産業界の再編へと動いた。2004年12月、ガスプロムは、国営石油会社のロスネフチを吸収合併し、傘下の石油会社ユガンスクネフチガスは分離すると発表した。この結果、ガスプロムに対するロシア連邦政府の株式保有比率は過半数となった。
2005年4月、ウクライナとのガス供給交渉の過程で、倍以上の値上げを要求。ロシア、ウクライナの国家間の対立を招いた。2006年1月1日にはウクライナへのガス供給を停止。ウクライナ側は無視してパイプラインからガスを抜き取ったため、ウクライナから先の供給国である欧州各国のガス圧が低下。国際的な非難を浴びた（ロシア・ウクライナガス紛争を参照）。
2005年9月、ガスプロムは、ロシア石油精製大手の一社シブネフチの株式72.663%を130億1000万ドルで取得した。この企業買収はロシア史上最大の合併である。この買収に伴い、ガスプロム傘下となったシブネフチは、ガスプロムネフチへ社名を変更した。
2006年12月28日、ロスネフチとの間に、戦略的協力に関する合意に達し包括的な提携関係を締結することに成功した。ロスネフチとの合併は、不首尾に終わっていたが、この合意によって石油・ガス田の開発、輸送、販売、新技術開発などを両社共同で事業化することになった。このことによりプーチン政権およびシロヴィキの国家によるエネルギー産業支配、石油、天然ガスによる資源外交の一層の強化に繋がった。
2008年5月、ドミートリー・メドヴェージェフ第一副首相が大統領当選に伴い、取締役会議長（会長）を辞任。同年6月27日、役員会は、後任の会長にヴィクトル・ズプコフ第一副首相（前首相）を選出。メドヴェージェフ新政権でもロシア連邦政府によるガスプロムを筆頭とする、エネルギー産業の支配が継続される。
2016年3月、中国銀行と過去最大の融資合意を交わす。
2022年2月24日、ロシアは国境を越えてウクライナに侵攻を開始すると欧州各国はロシアに対する経済制裁を発動。ガスプロムも苦境に立たされることとなった。
翌週、モスクワ証券取引所は取引が中止されたが、ロンドン証券取引所では侵攻前6ドル強であった株価が1ドル以下に暴落した。

## 業績(ルーブル表示）
|              | 03年        | 04年        | 05年         | 06年                                             | 07年 |
| ------------ | ----------- | ----------- | ------------ | ------------------------------------------------ | ---- |
| 売上高       | 819753百万R | 976776百万R | 1383545百万R | 2152111百万R(9.68兆円、当時1ルーブル4.5円として) |      |
| 営業利益     | 226338百万R | 267833百万R | 453984百万R  | 788188百万R                                      |      |
| 税引き前利益 |             | 287866百万R | 450116百万R  | 856066百万R                                      |      |
| 純利益       | 159095百万R | 205684百万R | 311125百万R  | 613345百万R(2.76兆円、当時1ルーブル4.5円として)  |      |

## 欧州主要国 石油・天然ガスのロシア依存度
| 順位 | 国籍     | 石油 | 天然ガス |
| ---- | -------- | ---- | -------- |
| 1位  | ドイツ   | 34%  | 43%      |
| 2位  | イタリア | 11%  | 31%      |
| 3位  | フランス | 0%   | 27%      |
| 4位  | イギリス | 11%  | 5%       |

ドイツは輸入に占めるロシア産石油や天然ガスが極めて高く、ロシア産は石油・天然ガス共にシェア1位である。